# Бордівка
Бордівка (біл. Бардзёўка) — село в Білорусі, у Кам'янецькому районі Берестейської області. Орган місцевого самоврядування — Рясненська сільська рада.

## Історія
Власниками маєтку в Бордівці були Сапіги. У 1920—1930 роках у селі діяв гурток «Просвіти».

## Населення
За переписом населення Білорусі 2009 року чисельність населення села становила 55 осіб.